# Unionville (Missouri)
Unionville – miasto w Stanach Zjednoczonych, w stanie Missouri, w hrabstwie Putnam.